# Курагский сельсовет
Курагский сельсовет — административно-территориальная единица и муниципальное образование со статусом сельского поселения в Агульском районе Дагестана Российской Федерации.
Административный центр — село Кураг.

## Население
| 1926  | 1939  | 1959 | 1970 | 1989  | 2002  | 2010  |
| ----- | ----- | ---- | ---- | ----- | ----- | ----- |
| 1338  | ↗1547 | ↘589 | ↗853 | ↘833  | ↗1089 | ↗1094 |
| 2012  | 2013  | 2014 | 2015 | 2016  | 2017  | 2018  |
| ↘1051 | ↘1020 | ↘994 | ↘993 | ↗1005 | ↘999  | ↘998  |
| 2019  | 2020  | 2021 | 2023 | 2024  | 2025  |       |
| ↘993  | ↘966  | ↗972 | →972 | ↘955  | ↘937  |       |

## Состав
| № | Населённый пункт | Тип населённого пункта       | Население |
| - | ---------------- | ---------------------------- | --------- |
| 1 | Кураг            | село, административный центр | ↘347      |
| 2 | Худиг            | село                         | ↘625      |